# Пресич, Александр Силович
Александр Силович Пресич (укр. Олександр Силович Пресич; 27 августа (9 сентября) 1909, станция Пограничная, ныне посёлок Суйфыньхэ, Китай — 20 апреля 1981, Одесса) — украинский дирижёр. Заслуженный деятель искусств Украинской ССР (1967). Отец актрисы Маргариты Пресич.
Окончил Киевский музыкально-драматический институт имени Лысенко (1934).
В 1934—1935 гг. руководил оркестром в Каменце-Подольском, преподавал в музыкальном техникуме. В 1935—1940 гг. возглавлял оркестр в Запорожье. В 1940—1941 гг. работал в Киевской опере; при наступлении немецких войск на Киев, согласно воспоминаниям дочери, был оставлен для вывоза театрального имущества и не успел покинуть город. Годы оккупации провёл в Киеве, затем в Житомире.
В 1946—1947 гг. работал в Львовской опере. Затем в 1947—1964 гг. дирижёр, с 1949 г. главный дирижёр Симфонического оркестра Одесской филармонии.
В 1964—1971 гг. главный дирижёр Донецкого театра оперы и балета; среди прочего впервые в Донецке представил оперу Джузеппе Верди «Трубадур», поставил также оперу Сергея Прокофьева «Семён Котко». В 1971 г. вернулся в Одессу и до конца жизни возглавлял оперную студию Одесской консерватории.
Имя Пресича присвоено переулку в Одессе (укр. провулок Олександра Пресича).